# ピーダ・クリスチャン・アビルゴール

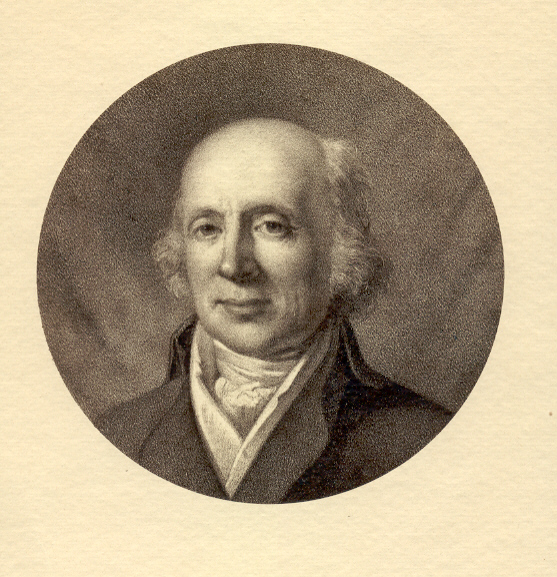
ピーダ・クリスチャン・アビルゴール

ピーダ・クリスチャン・アビルゴール（Peter Christian Abildgaard、1740年12月22日 - 1801年1月21日）はデンマークの医師、獣医師である。クレスチャンスハウンに獣医学校を設立した。

## 略歴
コペンハーゲンに生まれた。父親は博物画家、博物学者、考古学者のセーアン・アビルゴール（Søren Abildgaard）でデンマークの動物に関す著作や、デンマークの墓碑などの調査をした人物で、弟に画家のニコライ・アビルゴールがいる。薬学を学んだ後、コペンハーゲン大学に進み医学を学び、優秀な成績を収め、国王フレデリク5世の援助で、家畜の病疫の対策を学ぶためにフランスのリヨンのクロード・ブルジュラ(Claude Bourgelat)のもとに派遣された3人の学生の一人に選ばれた。
改革を進める、執政ヨハン・フリードリヒ・ストルーエンセに呼び戻され、デンマークに戻り、1773年にデンマークに獣医学校を設立した。これはヨーロッパの獣医学校としては古い歴史を持つ獣医学校の一つで、1858年にフレズレクスベア(Frederiksberg）に移り、王立獣医農業大学となり現在はコペンハーゲン大学の生命科学部となった。獣医学校の最初の図書はアビルゴールの集めたものであった
。この獣医学校で学んだ学生には、スウェーデンの有名な解剖学者、フロールマン(Arvid Florman)がいる。
1789年に自然史協会（Naturhistorisk Selskab）を設立し、1790年にスウェーデン王立科学アカデミーの外国人会員に選ばれた。
デンマークの植物学者、マーティン・ヴァール(Martin Vahl)によって、カヤツリグサ科の植物の属名、Abildgaardia が献名されたが、Fimbristylis（和名:テンツキ属）のシノニムになっている。